# Fed Cup 2012 – blok B 1. skupiny Americké zóny
Blok B 1. skupiny Americké zóny Fed Cupu 2012 představoval jednu ze dvou podskupin 1. skupiny. Hrálo se mezi 30. lednem. až 4. únorem v areálu Graciosa Country Club brazilského města Curitiba, a to na otevřených antukových dvorcích. 
Pět týmů se utkalo ve vzájemných zápasech. Nejvýše umístěné mužstvo sehrálo v následné baráži zápas s vítězem bloku A o účast v baráži Světové skupiny II pro rok 2013. Družstva, která se umístila na čtvrtém a pátém místě nastoupila k utkáním proti třetímu a čtvrtému celku z bloku A o sestup do 2. skupiny Americké zóny pro rok 2013.

## Tabulka týmů bloku B
|     |           | Kolumbie | Paraguay | Brazílie | Venezuela | Bolívie | Zápasy V/P | Sety V/P | Hry V/P | Pořadí |
| 20. | Kolumbie  |          | 2–1      | 2–1      | 3–0       | 3–0     | 4–0        | 22–6     | 155–86  | 1.     |
| 22. | Paraguay  | 1–2      |          | 2–1      | 2–1       | 3–0     | 3–1        | 16–9     | 113–95  | 2.     |
| 28. | Brazílie  | 1–2      | 1–2      |          | 2–1       | 3–0     | 2–2        | 14–11    | 121–90  | 3.     |
| 50. | Venezuela | 0–3      | 1–2      | 1–2      |           | 3–0     | 1–3        | 12–14    | 108–115 | 4.     |
| 56. | Bolívie   | 0–3      | 0–3      | 0–3      | 0–3       |         | 0–4        | 0–24     | 47–148  | 5.     |

- V/P – výhry/prohry

## Vzájemné zápasy

### Kolumbie vs. Venezuela
| | Kolumbie | 3 :                                                                               | 0       | Venezuela |     |  |
| --- | -------- | --------------------------------------------------------------------------------- | ------- | --------- | --- |  |
| Graciosa Country Club, Curitiba, Brazílie 30. ledna 2012 antuka (venku) |          |                                                                                   |         |           |     |  |
| \| \| \| \| 1. \| 2. \| 3. \| \| \| -- \| \| --------------------------------------------------------------------------------- \| ------- \| --- \| --- \| \| \| 1. \| \| Catalina Castañová Gabriela Pazová-Francová \| 717 615 \| 7 5 \| \| \| \| 2. \| \| Mariana Duqueová Mariñová Andrea Gámizová \| 6 2 \| 6 2 \| \| \| \| 3. \| \| Catalina Castañová / Mariana Duqueová Mariñová Andrea Gámizová / Adriana Pérezová \| 65 7 \| 6 0 \| 6 0 \| \| \| \| \| \| \| \| \| \| \| \| \| \| \| \| \| \| \| \| \| \| \| \| \| \| \| \| \| \| \| \| \| \| \| \| \| \| \| \| \| \| |          |                                                                                   |         |           |     |  |
| |          |                                                                                   | 1.      | 2.        | 3.  |  |
| 1. |          | Catalina Castañová Gabriela Pazová-Francová                                       | 717 615 | 7 5       |     |  |
| 2. |          | Mariana Duqueová Mariñová Andrea Gámizová                                         | 6 2     | 6 2       |     |  |
| 3. |          | Catalina Castañová / Mariana Duqueová Mariñová Andrea Gámizová / Adriana Pérezová | 65 7    | 6 0       | 6 0 |  |
| |          |                                                                                   |         |           |     |  |
| |          |                                                                                   |         |           |     |  |
| |          |                                                                                   |         |           |     |  |
| |          |                                                                                   |         |           |     |  |
| |          |                                                                                   |         |           |     |  |

### Paraguay vs. Bolívie
| | Paraguay | 3 :                                                                                | 0   | Bolívie |    |  |
| --- | -------- | ---------------------------------------------------------------------------------- | --- | ------- | -- |  |
| Graciosa Country Club, Curitiba, Brazílie 30. ledna 2012 antuka (venku) |          |                                                                                    |     |         |    |  |
| \| \| \| \| 1. \| 2. \| 3. \| \| \| -- \| \| ---------------------------------------------------------------------------------- \| --- \| --- \| -- \| \| \| 1. \| \| Montserrat Gonzálezová Belén Riveraová \| 6 2 \| 6 1 \| \| \| \| 2. \| \| Verónica Cepedeová Roygová Noelia Zeballosová \| 6 1 \| 6 0 \| \| \| \| 3. \| \| Montserrat Gonzálezová / Isabella Robbianiová Belén Riveraová / Noelia Zeballosová \| 6 1 \| 7 5 \| \| \| \| \| \| \| \| \| \| \| \| \| \| \| \| \| \| \| \| \| \| \| \| \| \| \| \| \| \| \| \| \| \| \| \| \| \| \| \| \| \| \| |          |                                                                                    |     |         |    |  |
| |          |                                                                                    | 1.  | 2.      | 3. |  |
| 1. |          | Montserrat Gonzálezová Belén Riveraová                                             | 6 2 | 6 1     |    |  |
| 2. |          | Verónica Cepedeová Roygová Noelia Zeballosová                                      | 6 1 | 6 0     |    |  |
| 3. |          | Montserrat Gonzálezová / Isabella Robbianiová Belén Riveraová / Noelia Zeballosová | 6 1 | 7 5     |    |  |
| |          |                                                                                    |     |         |    |  |
| |          |                                                                                    |     |         |    |  |
| |          |                                                                                    |     |         |    |  |
| |          |                                                                                    |     |         |    |  |
| |          |                                                                                    |     |         |    |  |

### Kolumbie vs. Bolívie
| | Kolumbie | 3 :                                                                                   | 0   | Bolívie |    |  |
| --- | -------- | ------------------------------------------------------------------------------------- | --- | ------- | -- |  |
| Graciosa Country Club, Curitiba, Brazílie 31. ledna 2012 antuka (venku) |          |                                                                                       |     |         |    |  |
| \| \| \| \| 1. \| 2. \| 3. \| \| \| -- \| \| ------------------------------------------------------------------------------------- \| --- \| --- \| -- \| \| \| 1. \| \| Yuliana Lizarazová Nabila Farahová \| 6 3 \| 7 5 \| \| \| \| 2. \| \| Mariana Duqueová Mariñová Noelia Zeballosová \| 6 1 \| 6 0 \| \| \| \| 3. \| \| Catalina Castañová / Mariana Duqueová Mariñová Natalia Dávilaová / Noelia Zeballosová \| 6 1 \| 7 5 \| \| \| \| \| \| \| \| \| \| \| \| \| \| \| \| \| \| \| \| \| \| \| \| \| \| \| \| \| \| \| \| \| \| \| \| \| \| \| \| \| \| \| |          |                                                                                       |     |         |    |  |
| |          |                                                                                       | 1.  | 2.      | 3. |  |
| 1. |          | Yuliana Lizarazová Nabila Farahová                                                    | 6 3 | 7 5     |    |  |
| 2. |          | Mariana Duqueová Mariñová Noelia Zeballosová                                          | 6 1 | 6 0     |    |  |
| 3. |          | Catalina Castañová / Mariana Duqueová Mariñová Natalia Dávilaová / Noelia Zeballosová | 6 1 | 7 5     |    |  |
| |          |                                                                                       |     |         |    |  |
| |          |                                                                                       |     |         |    |  |
| |          |                                                                                       |     |         |    |  |
| |          |                                                                                       |     |         |    |  |
| |          |                                                                                       |     |         |    |  |

### Paraguay vs. Brazílie
| | Paraguay | 2 :                                                                                            | 1   | Brazílie |    |  |
| --- | -------- | ---------------------------------------------------------------------------------------------- | --- | -------- | -- |  |
| Graciosa Country Club, Curitiba, Brazílie 31. ledna 2012 antuka (venku) |          |                                                                                                |     |          |    |  |
| \| \| \| \| 1. \| 2. \| 3. \| \| \| -- \| \| ---------------------------------------------------------------------------------------------- \| --- \| --- \| -- \| \| \| 1. \| \| Montserrat Gonzálezová Vivian Segniniová \| 0 6 \| 2 6 \| \| \| \| 2. \| \| Verónica Cepedeová Roygová Roxane Vaisembergová \| 6 3 \| 6 2 \| \| \| \| 3. \| \| Verónica Cepedeová Roygová / Montserrat Gonzálezová Ana Clara Duarteová / Roxane Vaisembergová \| 6 3 \| 6 4 \| \| \| \| \| \| \| \| \| \| \| \| \| \| \| \| \| \| \| \| \| \| \| \| \| \| \| \| \| \| \| \| \| \| \| \| \| \| \| \| \| \| \| |          |                                                                                                |     |          |    |  |
| |          |                                                                                                | 1.  | 2.       | 3. |  |
| 1. |          | Montserrat Gonzálezová Vivian Segniniová                                                       | 0 6 | 2 6      |    |  |
| 2. |          | Verónica Cepedeová Roygová Roxane Vaisembergová                                                | 6 3 | 6 2      |    |  |
| 3. |          | Verónica Cepedeová Roygová / Montserrat Gonzálezová Ana Clara Duarteová / Roxane Vaisembergová | 6 3 | 6 4      |    |  |
| |          |                                                                                                |     |          |    |  |
| |          |                                                                                                |     |          |    |  |
| |          |                                                                                                |     |          |    |  |
| |          |                                                                                                |     |          |    |  |
| |          |                                                                                                |     |          |    |  |

### Kolumbie vs. Paraguay
| | Kolumbie | 2 :                                                                                                | 1   | Paraguay |    |  |
| --- | -------- | -------------------------------------------------------------------------------------------------- | --- | -------- | -- |  |
| Graciosa Country Club, Curitiba, Brazílie . února 2012 antuka (venku) |          | |     |          |    |  |
| \| \| \| \| 1. \| 2. \| 3. \| \| \| -- \| \| -------------------------------------------------------------------------------------------------- \| --- \| --- \| -- \| \| \| 1. \| \| Catalina Castañová Montserrat Gonzálezová \| 6 1 \| 6 3 \| \| \| \| 2. \| \| Mariana Duque Mariñová Verónica Cepedeová Roygová \| 4 6 \| 4 6 \| \| \| \| 3. \| \| Catalina Castañová / Mariana Duqueová Mariñová Verónica Cepedeová Roygová / Montserrat Gonzálezová \| 6 2 \| 6 3 \| \| \| \| \| \| \| \| \| \| \| \| \| \| \| \| \| \| \| \| \| \| \| \| \| \| \| \| \| \| \| \| \| \| \| \| \| \| \| \| \| \| \| |          | |     |          |    |  |
| |          | | 1.  | 2.       | 3. |  |
| 1. |          | Catalina Castañová Montserrat Gonzálezová                                                          | 6 1 | 6 3      |    |  |
| 2. |          | Mariana Duque Mariñová Verónica Cepedeová Roygová                                                  | 4 6 | 4 6      |    |  |
| 3. |          | Catalina Castañová / Mariana Duqueová Mariñová Verónica Cepedeová Roygová / Montserrat Gonzálezová | 6 2 | 6 3      |    |  |
| |          | |     |          |    |  |
| |          | |     |          |    |  |
| |          | |     |          |    |  |
| |          | |     |          |    |  |
| |          | |     |          |    |  |

### Brazílie vs. Venezuela
| | Brazílie | 2 :                                                                                  | 1    | Venezuela |    |  |
| --- | -------- | ------------------------------------------------------------------------------------ | ---- | --------- | -- |  |
| Graciosa Country Club, Curitiba, Brazílie 1. února 2012 antuka (venku) |          |                                                                                      |      |           |    |  |
| \| \| \| \| 1. \| 2. \| 3. \| \| \| -- \| \| ------------------------------------------------------------------------------------ \| ---- \| --- \| -- \| \| \| 1. \| \| Beatriz Haddadová Maiová Gabriela Pazová-Francová \| 63 7 \| 2 6 \| \| \| \| 2. \| \| Vivian Segniniová Adriana Pérezová \| 6 4 \| 6 1 \| \| \| \| 3. \| \| Vivian Segniniová / Roxane Vaisembergová Gabriela Pazová-Francová / Adriana Pérezová \| 6 0 \| 6 3 \| \| \| \| \| \| \| \| \| \| \| \| \| \| \| \| \| \| \| \| \| \| \| \| \| \| \| \| \| \| \| \| \| \| \| \| \| \| \| \| \| \| \| |          |                                                                                      |      |           |    |  |
| |          |                                                                                      | 1.   | 2.        | 3. |  |
| 1. |          | Beatriz Haddadová Maiová Gabriela Pazová-Francová                                    | 63 7 | 2 6       |    |  |
| 2. |          | Vivian Segniniová Adriana Pérezová                                                   | 6 4  | 6 1       |    |  |
| 3. |          | Vivian Segniniová / Roxane Vaisembergová Gabriela Pazová-Francová / Adriana Pérezová | 6 0  | 6 3       |    |  |
| |          |                                                                                      |      |           |    |  |
| |          |                                                                                      |      |           |    |  |
| |          |                                                                                      |      |           |    |  |
| |          |                                                                                      |      |           |    |  |
| |          |                                                                                      |      |           |    |  |

### Paraguay vs. Venezuela
| | Paraguay | 2 :                                                                                             | 1   | Venezuela |     |  |
| --- | -------- | ----------------------------------------------------------------------------------------------- | --- | --------- | --- |  |
| Graciosa Country Club, Curitiba, Brazílie 2. února 2012 antuka (venku) |          |                                                                                                 |     |           |     |  |
| \| \| \| \| 1. \| 2. \| 3. \| \| \| -- \| \| ----------------------------------------------------------------------------------------------- \| --- \| --- \| --- \| \| \| 1. \| \| Isabella Robbianiová Gabriela Pazová-Francová \| 3 6 \| 0 6 \| \| \| \| 2. \| \| Verónica Cepedeová Roygová Andrea Gámizová \| 6 4 \| 6 0 \| \| \| \| 3. \| \| Verónica Cepedeová Roygová / Montserrat Gonzálezová Gabriela Pazová-Francová / Adriana Pérezová \| 2 6 \| 6 4 \| 6 3 \| \| \| \| \| \| \| \| \| \| \| \| \| \| \| \| \| \| \| \| \| \| \| \| \| \| \| \| \| \| \| \| \| \| \| \| \| \| \| \| \| \| |          |                                                                                                 |     |           |     |  |
| |          |                                                                                                 | 1.  | 2.        | 3.  |  |
| 1. |          | Isabella Robbianiová Gabriela Pazová-Francová                                                   | 3 6 | 0 6       |     |  |
| 2. |          | Verónica Cepedeová Roygová Andrea Gámizová                                                      | 6 4 | 6 0       |     |  |
| 3. |          | Verónica Cepedeová Roygová / Montserrat Gonzálezová Gabriela Pazová-Francová / Adriana Pérezová | 2 6 | 6 4       | 6 3 |  |
| |          |                                                                                                 |     |           |     |  |
| |          |                                                                                                 |     |           |     |  |
| |          |                                                                                                 |     |           |     |  |
| |          |                                                                                                 |     |           |     |  |
| |          |                                                                                                 |     |           |     |  |

### Brazílie vs. Bolívie
| | Brazílie | 3 :                                                                             | 0    | Bolívie |    |  |
| --- | -------- | ------------------------------------------------------------------------------- | ---- | ------- | -- |  |
| Graciosa Country Club, Curitiba, Brazílie 2. února 2012 antuka (venku) |          |                                                                                 |      |         |    |  |
| \| \| \| \| 1. \| 2. \| 3. \| \| \| -- \| \| ------------------------------------------------------------------------------- \| ---- \| --- \| -- \| \| \| 1. \| \| Beatriz Haddadová Maiová Nabila Farahová \| 6 1 \| 6 1 \| \| \| \| 2. \| \| Roxane Vaisembergová Noelia Zeballosová \| 6 2 \| 6 1 \| \| \| \| 3. \| \| Ana Claraová Duarteová / Vivian Segniniová Nabila Farahová / Noelia Zeballosová \| 7 61 \| 6 1 \| \| \| \| \| \| \| \| \| \| \| \| \| \| \| \| \| \| \| \| \| \| \| \| \| \| \| \| \| \| \| \| \| \| \| \| \| \| \| \| \| \| \| |          |                                                                                 |      |         |    |  |
| |          |                                                                                 | 1.   | 2.      | 3. |  |
| 1. |          | Beatriz Haddadová Maiová Nabila Farahová                                        | 6 1  | 6 1     |    |  |
| 2. |          | Roxane Vaisembergová Noelia Zeballosová                                         | 6 2  | 6 1     |    |  |
| 3. |          | Ana Claraová Duarteová / Vivian Segniniová Nabila Farahová / Noelia Zeballosová | 7 61 | 6 1     |    |  |
| |          |                                                                                 |      |         |    |  |
| |          |                                                                                 |      |         |    |  |
| |          |                                                                                 |      |         |    |  |
| |          |                                                                                 |      |         |    |  |
| |          |                                                                                 |      |         |    |  |

### Kolumbie vs. Brazílie
| | Kolumbie | 2 :                                                                              | 1   | Brazílie |      |  |
| --- | -------- | -------------------------------------------------------------------------------- | --- | -------- | ---- |  |
| Graciosa Country Club, Curitiba, Brazílie 3. února 2012 antuka (venku) |          |                                                                                  |     |          |      |  |
| \| \| \| \| 1. \| 2. \| 3. \| \| \| -- \| \| -------------------------------------------------------------------------------- \| --- \| --- \| ---- \| \| \| 1. \| \| Catalina Castañová Vivian Segniniová \| 3 6 \| 7 5 \| 63 7 \| \| \| 2. \| \| Mariana Duqueová Mariñová Roxane Vaisembergová \| 7 5 \| 6 0 \| \| \| \| 3. \| \| Catalina Castañová / Yuliana Lizarazová Vivian Segniniová / Roxane Vaisembergová \| 6 2 \| 6 3 \| \| \| \| \| \| \| \| \| \| \| \| \| \| \| \| \| \| \| \| \| \| \| \| \| \| \| \| \| \| \| \| \| \| \| \| \| \| \| \| \| \| \| |          |                                                                                  |     |          |      |  |
| |          |                                                                                  | 1.  | 2.       | 3.   |  |
| 1. |          | Catalina Castañová Vivian Segniniová                                             | 3 6 | 7 5      | 63 7 |  |
| 2. |          | Mariana Duqueová Mariñová Roxane Vaisembergová                                   | 7 5 | 6 0      |      |  |
| 3. |          | Catalina Castañová / Yuliana Lizarazová Vivian Segniniová / Roxane Vaisembergová | 6 2 | 6 3      |      |  |
| |          |                                                                                  |     |          |      |  |
| |          |                                                                                  |     |          |      |  |
| |          |                                                                                  |     |          |      |  |
| |          |                                                                                  |     |          |      |  |
| |          |                                                                                  |     |          |      |  |

### Venezuela vs. Bolívie
| | Venezuela | 3 :                                                                          | 0   | Bolívie |    |  |
| --- | --------- | ---------------------------------------------------------------------------- | --- | ------- | -- |  |
| Graciosa Country Club, Curitiba, Brazílie 3. února 2012 antuka (venku) |           |                                                                              |     |         |    |  |
| \| \| \| \| 1. \| 2. \| 3. \| \| \| -- \| \| ---------------------------------------------------------------------------- \| --- \| --- \| -- \| \| \| 1. \| \| Gabriela Pazová-Francová Natalia Dávilaová \| 6 0 \| 6 0 \| \| \| \| 2. \| \| Andrea Gámizová Noelia Zeballosová \| 6 4 \| 6 4 \| \| \| \| 3. \| \| Gabriela Coglitoreová / Adriana Pérezová Natalia Dávilaová / Belén Riveraová \| 6 1 \| 6 1 \| \| \| \| \| \| \| \| \| \| \| \| \| \| \| \| \| \| \| \| \| \| \| \| \| \| \| \| \| \| \| \| \| \| \| \| \| \| \| \| \| \| \| |           |                                                                              |     |         |    |  |
| |           |                                                                              | 1.  | 2.      | 3. |  |
| 1. |           | Gabriela Pazová-Francová Natalia Dávilaová                                   | 6 0 | 6 0     |    |  |
| 2. |           | Andrea Gámizová Noelia Zeballosová                                           | 6 4 | 6 4     |    |  |
| 3. |           | Gabriela Coglitoreová / Adriana Pérezová Natalia Dávilaová / Belén Riveraová | 6 1 | 6 1     |    |  |
| |           |                                                                              |     |         |    |  |
| |           |                                                                              |     |         |    |  |
| |           |                                                                              |     |         |    |  |
| |           |                                                                              |     |         |    |  |
| |           |                                                                              |     |         |    |  |